# Steinamwasser
Steinamwasser ist ein Gemeindeteil der Stadt Auerbach in der Oberpfalz im bayerischen Landkreis Amberg-Sulzbach.

## Lage
Der Weiler liegt etwa 4,5 Kilometer nordwestlich der Stadt Auerbach im Naturpark Fränkische Schweiz – Frankenjura am Eingang des Flembachtals. Zu erreichen ist er nur über eine im Ort endende Seitenstraße der Kreisstraße AS 43.
Die Nachbarorte sind im Uhrzeigersinn Gunzendorf, Ohrenbach, Nasnitz und Penzenreuth. Durch Steinamwasser verläuft der Fränkische Marienweg.
Im Ortskern vereinen sich der Goldbrunnbach und der Ortlesbach zum Flembach.

## Ortsname
Mit Stein oder Stain bezeichnete man früher ein festes und aus Stein gebautes Haus. Die am Zusammenfluss von Goldbrunn- und Ortlesbach liegende Burgruine Steinamwasser (Strebenstein) gab dem Ort seinen Namen.

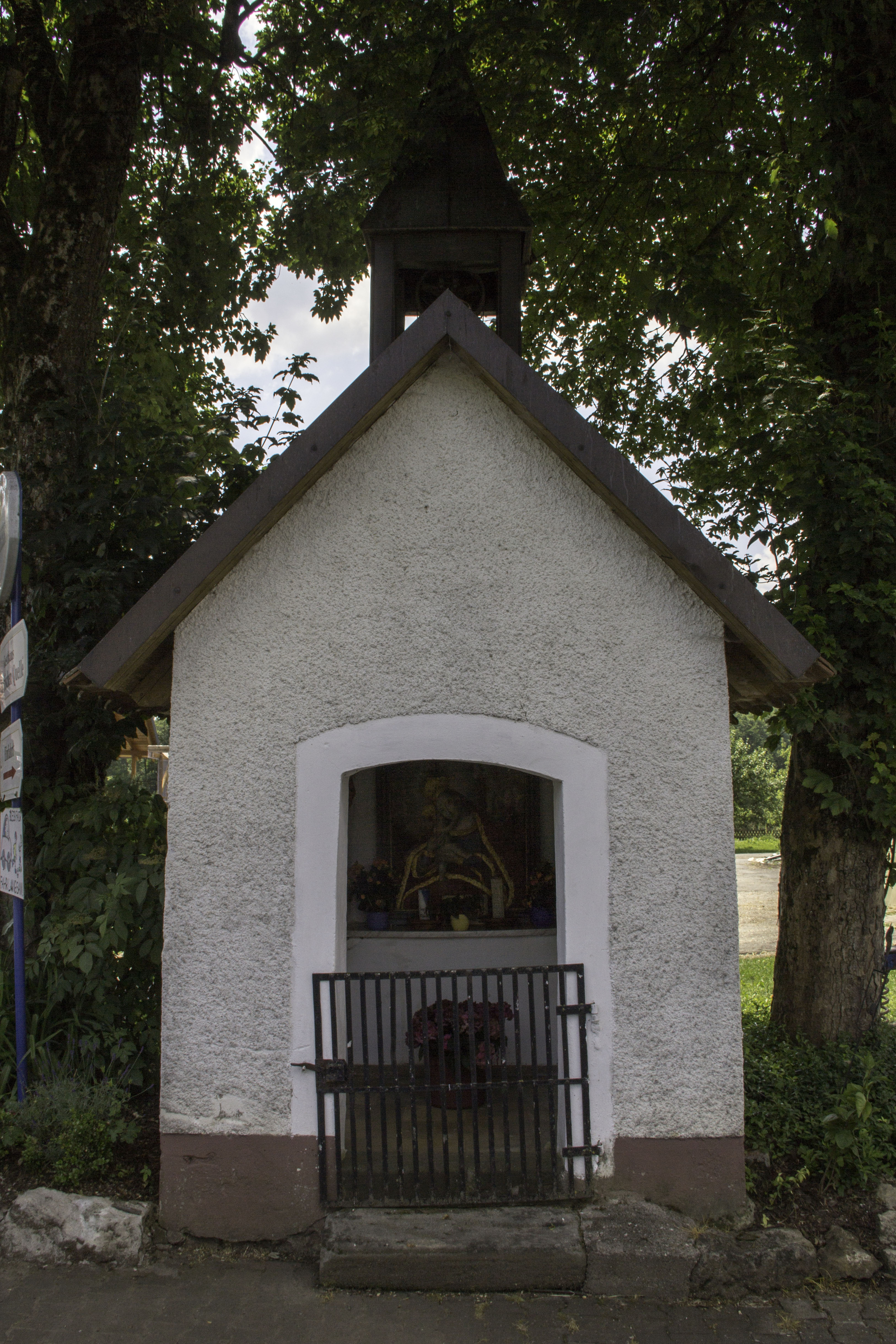
Marienkapelle

## Geschichte
Erstmals erschien Steinamwasser in einer Urkunde des Bamberger Bischofs Otto vom 25. Juli 1109. Dabei schenkte der Bischof einen Teil des Dorfes den Stiftsherrn von St. Jakob in Bamberg. Auch in der Gründungsurkunde des Klosters Michelfeld vom 6. Mai 1119 wird „Steinege wazher ex parte“ genannt, wobei der noch verbliebene Teil des Ortes an das Kloster kam. 1144 erschien „Syboto de Steinige Wahser“ als Mitunterzeichner der Urkunde, in der Auerbach durch den Bamberger Bischof Egilbert zum Markt und zur selbständigen Pfarrei erhoben wurde. Die weitere Geschichte des Ortes entspricht der von Burg Steinamwasser, die ebenfalls bereits im 12. Jahrhundert genannt wurde.
Gleichzeitig mit der Burg wurde vermutlich ein Eisenhammer gegründet. Er wurde, ebenso wie der nahe Staubershammer, der Eisenhammer in Ligenz oder der Hammer Hämmerlmühle mit dem Wasser des Flembaches betrieben, der dann in die Pegnitz mündet. Der Hammer Steinamwasser gehörte unter anderem der Familie Streber, dann einem Heinrich Stromer aus Auerbach, einem Verwandten des gleichnamigen Dr. Heinrich Stromer; ein Ulrich Stromer betrieb den Hammer von 1431 bis 1449. 1513 wurde der Hammer Steinamwasser an die Stadt Auerbach verkauft, die ihn bis zu seinem Ende während des Dreißigjährigen Krieges betrieb. Aus einem Bericht des Johann German Barbing an den Kurfürst Ferdinand Maria vom 16. Januar 1666 heißt es: „Stainwasser: Ein ödes Blechhämmerl und Kammergut der Stadt Aubach; Mittel zum Wiederaufbau sind vorhanden, auch die Wiederbestellung wäre nutzbar. Das ‚Arzt‘ könnte von Pezenstein genommen werden; aber die Aurbacher sind zum Wiederaufbau nicht zu bewegen.“
1712 verkaufte Auerbach die Hammerruine und 1723 errichtete Hans Götz von Staubershammer anstelle des alten Hammers eine Mühle; der Hausname „beim Hammermüller“ ist heute noch geläufig.

### Ab dem 20. Jahrhundert
Steinamwasser war eine Gemeinde. Gemeindeteile waren:
- Hammerberg
- Ohrenbach
- Reichenbach
- Staubershammer
- Steinamwasser

1946 wurde die Gemeinde aufgelöst. Steinamwasser und Ohrenbach kamen zu Gunzendorf, Hammerberg und Staubershammer fielen an Michelfeld, Reichenbach an Degelsdorf.
Mit der Gemeindegebietsreform wurden 1978 Gunzendorf und die anderen Gemeinden, und somit Steinamwasser und alle ehemaligen Gemeindeteile in Auerbach eingegliedert.

## Beschreibung
Der Ort ist ländlich geprägt, hat zwei Gasthäuser aber keine Einkaufsmöglichkeiten. Im Ortskern befindet sich die aus dem 19. Jahrhundert stammende Marienkapelle.

### Natur
In und um Steinwasser befinden sich einige Naturdenkmäler und Geotope. Bekannt ist der Ort auch durch die Karsthöhle Höhle ohne Namen.
Naturdenkmäler:
- Großer Dolomitfelsklotz (ND-02996)
- Brüderfels (ND-02994)
- Zwillingsfelsdolomit (ND-02995)